# Stora Lomsjön, Västergötland
Stora Lomsjön är en sjö i Vårgårda kommun i Västergötland och ingår i Göta älvs huvudavrinningsområde.